# 汉口西路
汉口西路位于中国江苏省南京市鼓楼区，属于南京市的中心地带，不过名校云集，是一条幽静而富有人文气息的小街。由于地方政府打算把这条路拓宽和开挖隧道，格外引人关注。

## 汉口西路概况
这条路东西向，全长约930米，被南北向的宁海路分为两部分。汉口西路西靠河海大学正门，南临被誉为“东方最美丽的大学”的南京师范大学，东接南京大学的汉口路，汉口西路也由此得名。在这路上，还有傅抱石纪念馆和邵力子、傅学文夫妇共同创办的力学小学。从汉口西路、汉口路再向东，就是东南大学。汉口西路往北是民国公馆区，座落多所民国时期的别墅，北面也是江苏省委、省政府和省政协等省级机关所在地。
因为这条线名校云集，被称为南京的“文脉”，实在是南京这座历史文化名城的底蕴所在。

## 汉口路西延的争议
由于近年来南京市私家车数量急剧增加，河西新城的居民数也大幅上升，而道路建设和公共交通不能跟上发展，致使南京连接河西地区的道路在上下班高峰时期非常拥挤，位于汉口西路以北的省级机关所在的北京西路是交通堵塞的重灾区，但这条路由于是大机关所在地，地方政府认为不能拓宽，汉口西路以南的广州路也以同样的理由不考虑拓宽，因此汉口西路成为政府考虑拓宽道路解决交通问题的首选之地。
汉口西路西延工程从2005年开始酝酿，由于牵涉到多所高校，该计划几经改变。大致方案是把从南京大学中间穿过的汉口路向西拓宽成四到六车道的次干道，从汉口西路西头的河海大学正门附近或者东头的南师大正门附近开挖隧道，一直通到河西的龙江地区。
这个工程另一个敏感之处在于效用存在很大的争议，地方政府认为拓宽是解决北京西路拥挤状况的根本办法，而南京大学、河海大学和南京师范大学的专业联合论证，认为汉口路西延工程并不能缓解交通拥堵。南京大学教授伍贻业甚至提出质疑这项工程“就是为北京西路上的政府机关用车设计的”。该项工程至今尚未启动。